# Федичкіна Аліса Андріївна
Аліса Андріївна Федичкіна (нар.. 14 лютого 2002, Ростов-на-Дону, Росія) — російська фігуристка, що виступала в жіночому одиночному катанні, срібна призерка турнірів серії «Челленджер» Tallinn Trophy (2017) і Golden Spin (2017), переможниця турніру Міжнародний кубок Ніцци (2017), учасниця фіналу Гран-прі серед юніорів (сезону 2015/2016), бронзова призерка Першості Росії серед юніорів (2016). Член збірної Росії сезону 2017/2018 років.
Станом на 2 травня 2018 року займала 63-е місце в рейтингу Міжнародного союзу ковзанярів.

## Біографія
Займається фігурним катанням з 2005 року.
Раніше вчилася в СДЮСШОР № 6 міста Ростов-на-Дону.
З 2014 року живе в Санкт-Петербурзі, навчається і тренується також у спеціалізованій дитячо-юнацькій спортивній школі олімпійського резерву.

### 2015
У грудні дебютувала на дорослому чемпіонаті Росії — 2016, фінішувала 11-ю.

### 2016
В березні 2016 року виступала на чемпіонаті світу серед юніорів. Йшла на 1 місці після короткої програми, але через травму, яку отримала на розминці в залі, їй довелося знятися з довільною.
У грудні на чемпіонаті Росії — 2017 посіла 10 місце.

### 2017—2018
У сезоні 2017/2018 років початок міжнародних виступів на дорослому рівні. Аліса Федичкіна завоювала золоту медаль на Міжнародному кубку Ніцци і срібло на двох змаганнях з Претендентської серії ISU: Золотому ковзані Загреба (англ. ISU Challenger Series (CS)) і кубку Таллінна (англ. 2017 CS Tallinn Trophy) разом із товаришом по команді Станіславом Костянтиновим. Через два тижні Федічкіна взяла свою другу срібну медаль на турнірі CS Golden Spin of Zagreb 2017 року. Знову вона виступала з Костянтиновим.
Після Чемпіонату Росії з фігурного катання в 2018 році, де Федічкіна не виступала через травму, вона пішла від тренера Євгенія Рукавіцина, щоб приєднатися до групи Олексія Мішина.

## Спортивні досягнення
| Міжнародні                          | Міжнародні | Міжнародні | Міжнародні | Міжнародні | Міжнародні |
| Змагання                            | 2014/15    | 2015/16    | 2016/17    | 2017/18    | 2018/19    |
| ----------------------------------- | ---------- | ---------- | ---------- | ---------- | ---------- |
| Челенджери. Золотий коник Загреба   |            |            |            | 2          |            |
| Челенджери. Кубок Таллінна          |            |            |            | 2          |            |
| Кубок Ніцци                         |            |            |            | 1          |            |
| Кубок Загреба                       |            |            |            |            | WD         |
| Міжнародні серед юніорів            |            |            |            |            |            |
| Чемпіонат світу серед юніорів       |            | WD         |            |            |            |
| Гран-прі серед юніорів. Фінал       |            | 4          |            |            |            |
| Гран-прі серед юніорів. Японія      |            |            | 6          |            |            |
| Гран-прі серед юніорів. Латвія      |            | 4          |            | 4          |            |
| Гран-прі серед юніорів. Іспанія     |            | 2          |            |            |            |
| Кубок Ніцци                         |            | 1 Ю        | 1 Ю        |            |            |
| Кубок Таллінна                      |            | 2 Ю        | 1 Ю        |            |            |
| Національні                         |            |            |            |            |            |
| Чемпіонат Росії                     |            | 11         | 10         | WD         |            |
| Першість Росії серед юніорів        | 8          | 3          | 6          |            |            |
| Ю = юніори; WD = знялася зі змагань |            |            |            |            |            |

## Detailed results

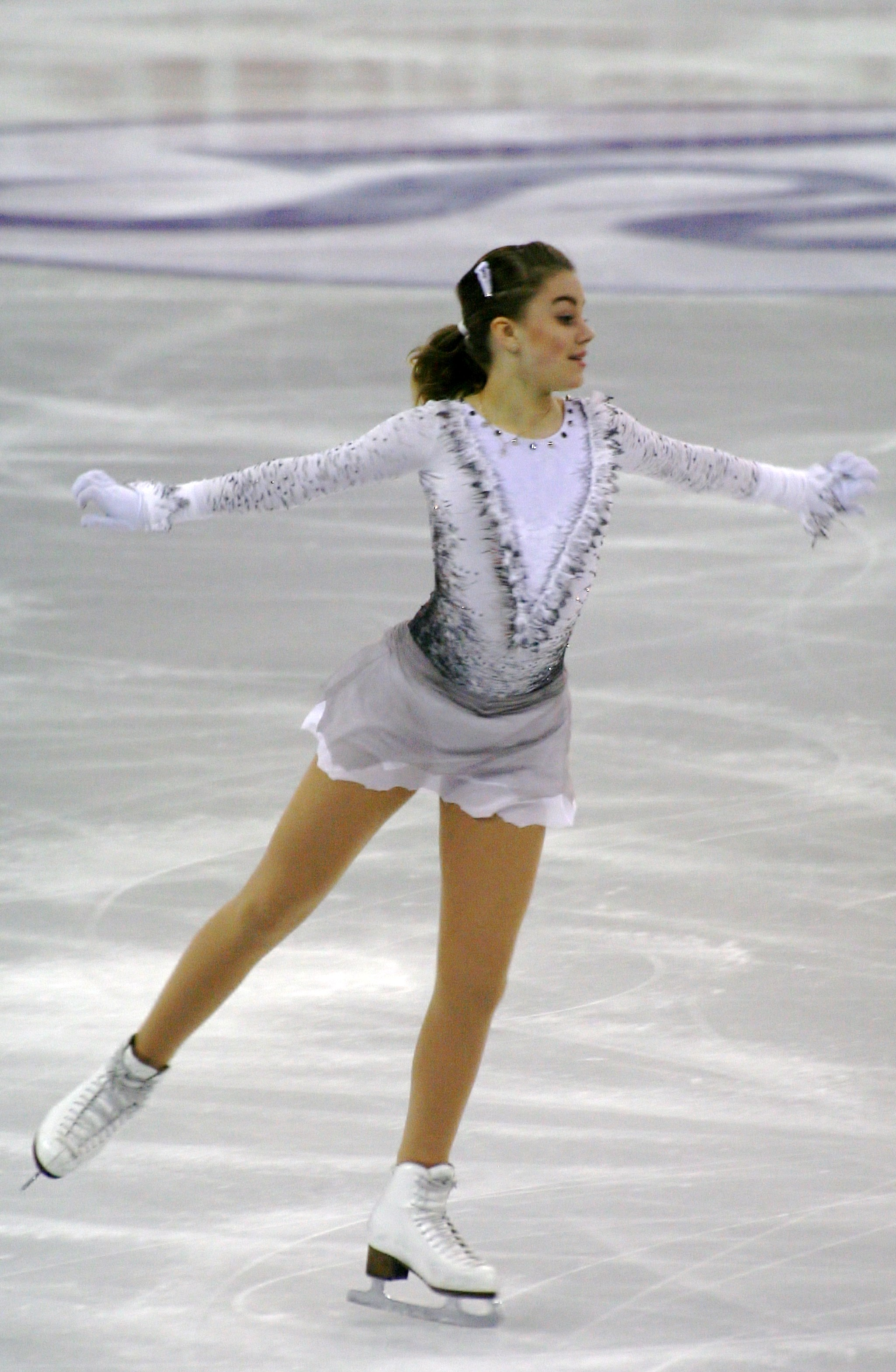
Аліса Федічкіна у фіналі юнацького фіналі Гран-прі

| 2017-2018                  |                                    |         |          |           |           |
| Дата                       | Подія                              | Рівень  | КП (SP)  | ДП (FS)   | Разом     |
| 6–9 грудня 2017            | Кубок Загреба 2017                 | Дорослі | 3 67.06  | 4 111.14  | 2 178.20  |
| 21–26 листопада 2017       | Кубок Таллінна 2017                | Дорослі | 2 63.42  | 2 116.91  | 2 180.33  |
| 11–15 жовтня 2017          | Кубок Ніцци 2017                   | Дорослі | 1 65.89  | 2 116.19  | 1 182.08  |
| 6–9вересня 2017            | Кубок Латвії                       | Юніори  | 2 63.48  | 5 108.50  | 4 171.98  |
| 2016-2017                  |                                    |         |          |           |           |
| Дата                       | Подія                              | Рівень  | КП (SP)  | ДП (FS)   | Разом     |
| 1–5 лютого 2017            | Чемпіонат Росії 2017               | Юніори  | 3 69.87  | 11 116.46 | 6 186.33  |
| 20–26 грудня 2016          | Чемпіонат Росії 2017               | Дорослі | 9 63.96  | 9 125.61  | 10 189.57 |
| 20–27 листопада 2016       | Кубок Таллінна 2016                | Юніори  | 1 68.27  | 1 125.56  | 1 193.83  |
| 19–23 жовтня 2016          | Кубок Ніцци 2016                   | Юніори  | 1 58.50. | 1 113.80  | 1 172.30  |
| 7–11вересня 2016           | Кубок Японії 2016                  | Юніори  | 3 61.13  | 6 104.12  | 6 165.25  |
| 2015-2016                  |                                    |         |          |           |           |
| Дата                       | Подія                              | Рівень  | КП (SP)  | ДП (FS)   | Разом     |
| 14–20 March 2016           | Чемпіонат світу серед юніорів 2016 | Юніори  | 1 66.11  | WD        | WD        |
| 19–23 January 2016         | Чемпіонат Росії 2016               | Юніори  | 3 66.89  | 3 120.55  | 3 187.44  |
| 24–27 грудня 2015          | Чемпіонат Росії 2016               | Дорослі | 14 52.59 | 8 124.88  | 11 177.47 |
| 10–13 грудня 2015          | Фінам Гран-прі 2015—2016           | Юніори  | 2 64.17  | 4 113.94  | 4 178.11  |
| 18–22 листопада 2015       | Кубок Таллінна 2015                | Юніори  | 2 64.98  | 3 110.31  | 2 175.29  |
| 14–18 жовтня 2015          | Кубок Ніцци 2015                   | Юніори  | 1 63.08  | 1 121.55  | 1 184.63  |
| 30 вересня — 4 жовтня 2015 | Кубок Іспанії 2015                 | Юніори  | 1 66.16  | 2 120.22  | 2 186.38  |
| 26–30 серпня 2015          | Кубок Латвії 2015—2016             | Юніори  | 1 63.49  | 5 104.10  | 4 167.59  |
| 2014-2015                  |                                    |         |          |           |           |
| Дата                       | Подія                              | Рівень  | КП (SP)  | ДП (FS)   | Разом     |
| 4–7 лютого 2015            | Чемпіонат Росії 2015               | Юніори  | 15 52.18 | 8 109.09  | 8 161.27  |